# هينسديل (ماساتشوستس)
هينسديل (بالإنجليزية: Hinsdale, Massachusetts)‏ هي منطقة سكنية تقع في الولايات المتحدة في مقاطعة بيركشاير (ماساتشوستس). يقدر عدد سكانها بـ 2,032 نسمة ومساحتها 56.2 كم2 و وترتفع عن سطح البحر 440 متر.

## أعلام
- هنري هوارد
- فرانسيس امروي وارن
- أشلي بي. رايت